# 中本忠子
中本 忠子（なかもと ちかこ、1934年3月10日 - ）は、日本の元保護司・ボランティア活動家・慈善家。食べて語ろう会理事長。居場所のない子供たちに約40年食事を振る舞う活動をしており、子ども食堂の元祖とされる。関わってきた子供たちから「ばっちゃん」と呼ばれ慕われている。

## 経歴
広島県の大柿町（現：江田島市）に生まれる。
1980年に保護司となる。この頃から、居住している広島市中区基町で、居場所のない子供たちに手料理を振る舞う活動を始める。保護司は2010年まで務めた。
2015年8月、「食べて語ろう会」を設立して理事長に就任。これまでの活動を「食べて語ろう会」で引き継ぐ。
2017年1月7日、NHKスペシャルにて『ばっちゃん〜子どもたちが立ち直る居場所〜』が放送される。
2017年、これまでの活動に対し「第51回吉川英治文化賞」、「ペスタロッチー教育賞」、「平成29年度 子供と家族・若者応援団表彰（子供・若者育成支援部門）」を受賞。2018年2月に3つの受賞及び著書出版記念祝賀会が広島市内で開催され、政界からも岸田文雄、安倍昭恵、平口洋らが出席、内閣総理大臣の安倍晋三からの祝電も届いた。
2019年の第11回沖縄国際映画祭の「地域発信型プロジェクト JIMOT CM REPUBLIC」の部門に出品した『お腹いっぱいの愛情』が「全国46都道府県部門」のグランプリを受賞した。

## 著書

### 単著
- ちゃんと食べとる？（2017年10月1日、小鳥書房）ISBN 978-4-90858-201-1
- あんた、ご飯食うたん？ 子どもの心を開く大人の向き合い方（2017年12月13日、カンゼン）ISBN 978-4-86255-437-6

### 共著
- ばっちゃん －子どもたちの居場所。広島のマザー・テレサ－（2017年10月28日、扶桑社、共著：伊集院要）ISBN 978-4-59407-819-5
- 活動遺産 －いろいろな人のいろいろな話!!－（2024年1月29日、デザインエッグ、編者：清古尊、インタビューを受けたひとり）ISBN 4815041237

## 関連書籍
- 実像 広島の「ばっちゃん」中山忠子の真実（2019年10月25日、KADOKAWA、著：秋山千佳）ISBN 978-4-04108-615-5

## 受賞・栄典
- 瑞宝双光章（2006年、内閣府）[16]
- 平成27年度 社会貢献者（2015年、公益財団法人社会貢献支援財団）[3]
- 第51回吉川英治文化賞（2017年、吉川英治国民文化振興会、後援：講談社）[11]
- 第26回ペスタロッチー教育賞（2017年、広島大学）[12]
- 平成29年度子供と家族・若者応援団表彰〈子供・若者育成支援部門〉（2017年、内閣府）[13]
- 第11回沖縄国際映画祭「JIMOT CM REPUBLIC 全国46都道府県部門」グランプリ（『お腹いっぱいの愛情』に対して）（2019年）
- 守屋賞（2019年、刑事司法及び少年司法に関する教育・学術研究推進センター）[17]
- 瀬戸山賞（2020年、日本更生保護協会）[18]

## 出演

### テレビ番組
- NHKスペシャル「ばっちゃん〜子どもたちが立ち直る居場所〜」（2017年1月7日、NHK総合）[9][10]
- 時をかけるテレビ 今こそ見たい!この1本（2024年6月21日、NHK総合） - 2017年に放送されたNHKスペシャルの再放送。宇梶剛士がゲスト出演。中本本人の現在の様子も放送された[19]。
- コネクト「 #広島推し〜みんなの“推し”でつくるテレビ〜」（2024年6月21日、NHK総合） - 清古尊による手形コレクションの中で印象に残った人物として紹介。

### ラジオ番組
- コウセイラジオ（2024年2月13日、FMとよた）